# 塞国
塞国，中国楚汉之际的封国。
前206年，项羽分封诸侯，将秦国一分为四，刘邦为汉王，董翳为翟王，章邯为雍王，司马欣为塞王，都城在栎阳（今陕西省西安市阎良区）。同年八月，司马欣降汉，塞国为渭南郡（京兆）、河上郡（左冯翊）。

## 相關事項
- 秦朝行政區劃
- 項羽十八諸侯列表